# Eric Christopher Djamson
Eric Christopher Djamson (* 30. November 1926 in Peki) ist ein ghanaischer Diplomat im Ruhestand.

## Leben
Am 10. August 1960 heiratete er Gladys Ofosua Kwamwvivie in London. Sie haben zwei Töchter und zwei Söhne.

## Ausbildung
1944–1947 besuchte er das Wesley College of Education in Kumasi, Ghana und 1955–1958 das Fircroft College in Birmingham.
Von 1956 bis 1961 studierte er am King’s College London Rechtswissenschaften (1959 Bachelor of Laws, 1961 Master of Laws, Doktor der Rechte).
1960 wurde er Mitglied von Lincoln’s Inn und erhielt eine Zulassung als Anwalt vor Gericht (called to the bar).
Von 1973 bis 1975 studierte er an der Radboud-Universität Nijmegen.

## Werdegang
1948 arbeitete er als Lehrer an der Peki Methodist School. Als Tutor war er 1948–1952 am Wesley College, Kumasi, Ghana und von 1953 bis 1955 am Prempeh College, Kumasi tätig. 1959 war er Lehrer an der Elm Court School, London.
Ab 1962 war er bei der Ghana Commercial Bank beschäftigt: 1962–1963 als Rechtsberater, 1963–1967 als Sekretär, 1968–1970 als Chief Legal Advisor und 1969–1970 als Chief Executive Officer.
Von 1970 bis 1972 übte er den Beruf des Rechtsanwalts aus.
1972–1976 war er Botschafter in Den Haag. Vom 11. Mai 1973 bis 1976 war er mit Sitz in Den Haag auch in Brüssel akkreditiert. Vom 24. Juli 1973 bis 1976 war er mit Sitz in Den Haag auch bei der EWG akkreditiert. Von 1973 bis 1975 war er mit Sitz in Den Haag auch in Luxemburg akkreditiert.